# Blücherstein

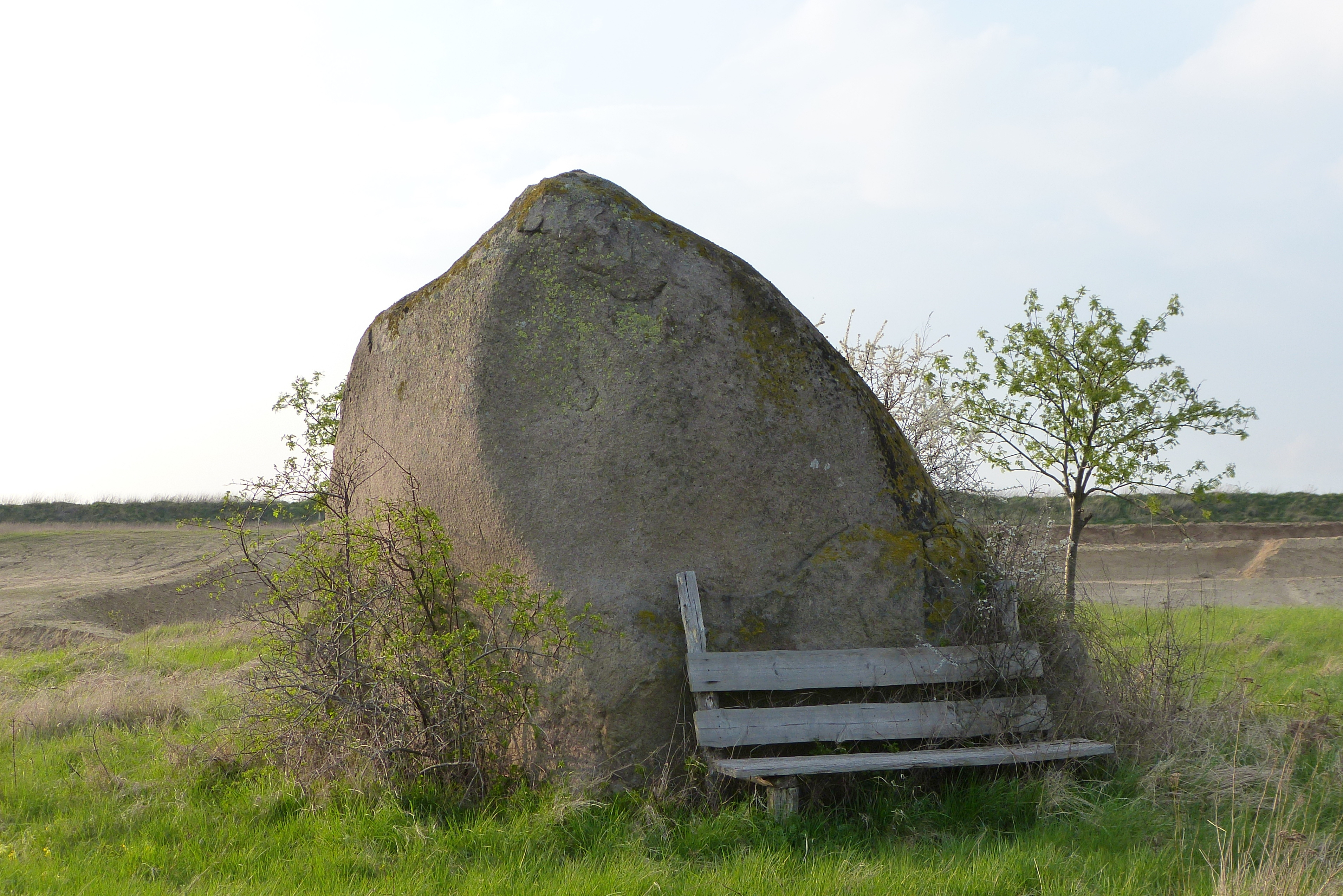
Südseite des Blüchersteins

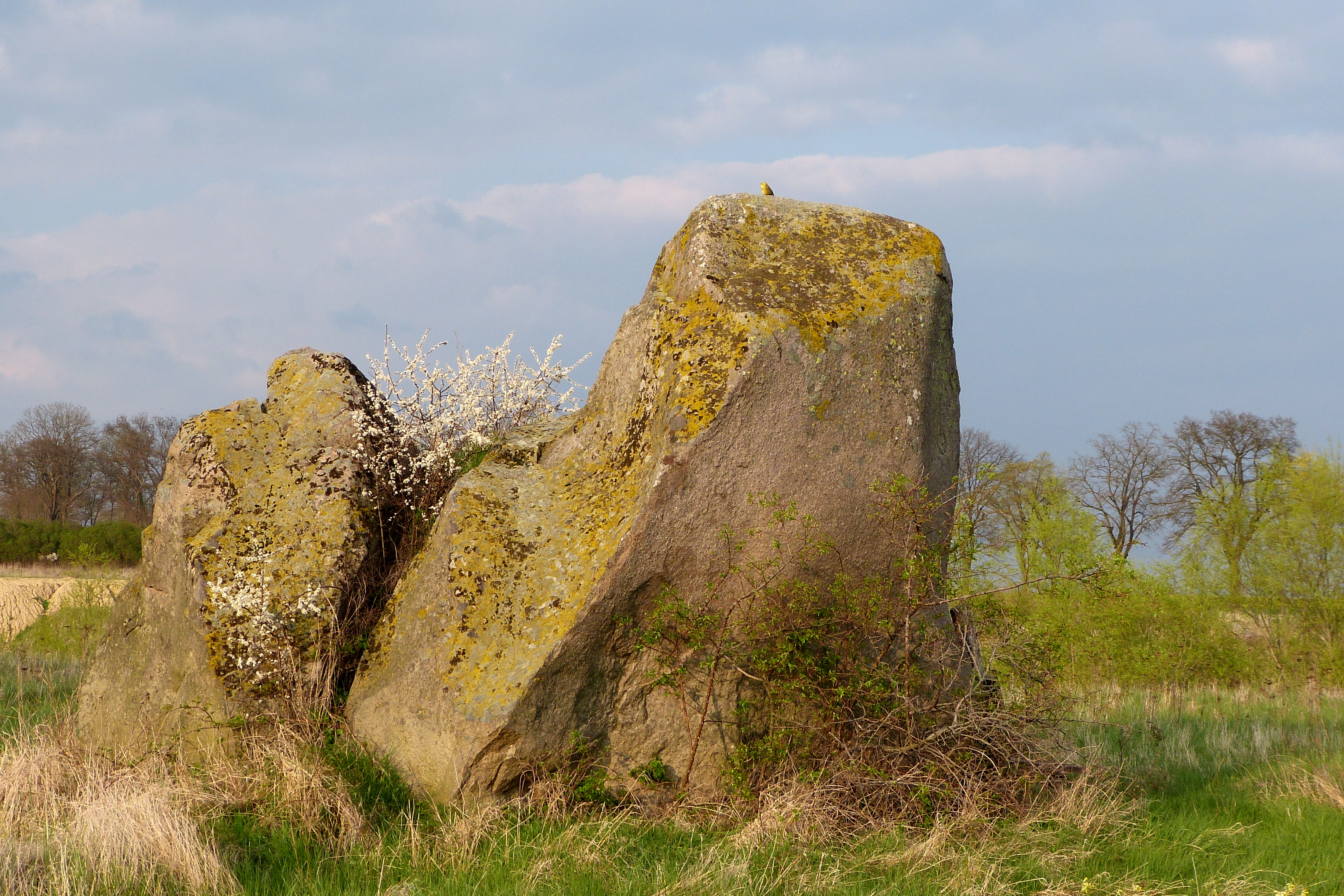
Westseite

Der Blücherstein ist ein Findling bei Kavelpaß in der Gemeinde Boldekow im Landkreis Vorpommern-Greifswald. Der als Geotop ausgewiesene Stein befindet sich nördlich von Friedland westlich der Bundesstraße 197 nach Anklam. Er liegt auf einer Hochfläche in einem Kiestagebau nördlich des Landgrabens.
Der Blücherstein ist 5,2 Meter lang, 4 Meter breit und 3,5 Meter hoch. Sein Umfang beträgt 11,5 Meter. Die Berechnung seines Volumens ergab 38 Kubikmeter. Er besteht aus feinkörnigem Granit und ist stark geklüftet. Der Stein wurde durch Gletscher aus Skandinavien während der Weichseleiszeit an seinen Fundort verbracht.
Der junge Gebhard Leberecht von Blücher, damals auf schwedischer Seite kämpfend, wurde der Legende nach in der Nähe von Kavelpaß während des Siebenjährigen Krieges am 27. August 1760 bei einem Scharmützel vom preußischen Husaren Gottfried Landeck gefangen genommen. Mit dem bald darauf erfolgten Übertritt Blüchers in die preußische Armee begann dessen militärische Karriere, woran die Bezeichnung „Blücherstein“ erinnern soll.